# Past to Present 1977-1990
Albums de Toto
The Seventh One
(1988) Kingdom of Desire
(1992)
Past to Present 1977-1990 est la première compilation du groupe de rock Toto, sorti en 1990. 
Il reprend les titres les plus connus du groupe parmi lesquels Africa, Hold the Line, 99. De plus, l'album comprend quatre titres inédits, chantés par Jean-Michel Byron, chanteur éphémère du groupe.

## Titres
| No  | Titre                                 | Durée |
| --- | ------------------------------------- | ----- |
| 1.  | Love Has the Power (inédit)           |       |
| 2.  | Africa                                |       |
| 3.  | Hold the Line                         |       |
| 4.  | Out of Love (inédit)                  |       |
| 5.  | Georgy Porgy                          |       |
| 6.  | I'll Be Over You                      |       |
| 7.  | Can You Hear What I'm Saying (inédit) |       |
| 8.  | Rosanna                               |       |
| 9.  | I Won't Hold You Back                 |       |
| 10. | Stop Loving You                       |       |
| 11. | 99                                    |       |
| 12. | Pamela                                |       |
| 13. | Animal (inédit)                       |       |

## Musiciens
- Steve Lukather : guitares, chant
- David Paich : claviers, chant
- Jean-Michel Byron : chant (sur les quatre titres inédits)
- Jeff Porcaro : batterie, percussions
- Mike Porcaro : basse